# Marian Tałaj
Marian Tałaj, född den 22 december 1950 i Koszalin, Polen, är en polsk judoutövare.
Han tog OS-brons i halv mellanvikt i samband med de olympiska judotävlingarna 1976 i Montréal.